# 吴廷瑈
吴廷瑈（發音ⓘ，1910年10月7日—1963年11月2日），又译吴庭儒，是越南共和国首任总统吴廷琰的胞弟和主要政治顾问。其妻是人稱「龙夫人」的陳麗春。

## 背景
吴廷瑈是法国殖民时期阮朝成泰帝的大臣吴廷可的第5个儿子，出生于1910年。当法国政府以精神错乱为由废黜成泰帝时，吴廷可辞职务以示抗议。
他毕业于法国国立文献学校（École Nationale des Chartes），第二次世界大战爆发后从法国返回越南。在拉丁区，他受到人格主义的影响。1930年代的人格主义者包括 Emmanuel Mounier等天主教改革者。Mounier的后代在巴黎编辑左翼天主教杂志Esprit，谴责吴廷瑈是一个骗子。1943年，他在河内的国立图书馆工作，与陈丽春结婚。此前，曾经广为流传他与比自己年长6岁的岳母有染。由于吴廷琰的民族主义活动，法国人开除了吴廷瑈，他移居大叻，编辑一份报纸。
在Cecil B. Currey的著作“Victory at Any Cost”中，吴廷瑈被描写为一名“鸦片上瘾者”(p 238)。

## 政治生涯
在年轻时代，吴廷瑈曾组织过学生运动。
法国人在奠边府战役中战败后，吴廷瑈的哥哥吴廷琰被保大皇帝任命为越南国首相。1955年初，法属印度支那解散，吴廷琰临时控制了南方。1955年10月23日，南越举行决定未来政体的公民投票。保大皇帝主张恢复君主制，而吴廷琰主张共和制。吴廷瑈的人民劳动革命党提供吴廷琰的选举费用，组织和监督这次选举。保大皇帝的竞选活动被禁止，保大皇帝的支持者受到吴廷瑈部下的袭击。此次選舉，结果是舞弊的，吴廷琰获得98.2%的选票，其中在西贡获得605,025 票，而那里一共只有45万选民。在其他选区，吴廷琰的得票也超过了登记选民数，作票毫不避諱。
他模仿共产党人，他成立了5人小组监视持不同政见者，并提拔那些忠于三哥吴廷琰政权者。
1963年佛教徒危機期間，吳廷瑈是查抄舍利寺的主要策畫者，造成數百名佛教徒遇害，更引發了著名的釋廣德自焚事件。對此其妻陳麗春对僧侣自焚「拍手叫好」，将出家人自焚比作「烤肉」，此舉激起更大民怨。吳廷瑈則说：「如果佛教徒想要另一次烤肉，我倒很乐意提供汽油。」。該事件促使美國國務院拍了243號電報給美國駐南越大使洛奇，表示若吳廷瑈不被撤換的話，美國將不再支持吳廷琰政權，亦不出手阻止南越軍推翻政府。11月2日，在杨文明将军发动的1963年南越政变中，吴廷瑈和吴廷琰一起被阮文戎少校捕殺。

### 引用
1. ↑  . 人民日报. 1963-11-04  [2022-07-07]. （原始内容存档于2022-07-07）.
2. ↑  Karnow, pp. 229–233.
3. 1 2  Karnow, pp. 280–284.
4. ↑  Maclear, pp. 65–68.
5. 1 2  Karnow, p. 239.
6. ↑  Langguth, p. 99.
7. ↑  Jacobs, p. 95.
8. ↑  Tucker, pp. 292–293.
9. ↑  Karnow, pp. 300–326.

### 來源
- Buttinger, Joseph. . Praeger Publishers. 1967.
- Gettleman, Marvin E. . Penguin Books. 1966.